# 庭から昇ったロケット雲
『庭から昇ったロケット雲』（原題: The Astronaut Farmer）は、2006年製作のアメリカ合衆国の映画。
ソフト発売時のタイトルは『アストロノーツ・ファーマー/庭から昇ったロケット雲』。

## あらすじ
小さな頃から宇宙飛行士になるのが夢だったチャーリー・ファーマーは大学で航空宇宙工学の修士を取得し、空軍にパイロットとして入隊、ついにはNASAの宇宙飛行士訓練プログラムに参加するまでになり、夢へと確実に近づいていく。
しかしそんな矢先、父親が急死し、彼は実家の農場を継がなければならなくなってしまう。それでも夢を諦めなかったチャーリーは10年後、独力でロケットを作り、自分の農場から宇宙へ飛び立とうと無謀とも思える計画を進めていく。夢に突き進むチャーリーを、妻のオーディと子どもたち、舅のハルが支えていくが、周囲からは変わり者として白い眼で見られていた。やがて、彼はFBIから危険人物としてマークされ、監視の対象となってしまう。
やはりチャーリーに理解を示す友人の弁護士マンチャクが彼の情報をマスコミに流した事で、マスコミはチャーリーを変わり者のヒーローとして報道し、それによって彼は多くの支援者を獲得する。
しかし、FBI、CIA、NASAや軍はロケットをミサイルと見なして、彼の計画を阻止する準備していた。チャーリーがいよいよ計画を実行しようとしていたその時、空軍の仲間だったマスターソン大佐が訪ねてくる。マスターソンもチャーリーの打ち上げを止めようとするが、チャーリーはそれを振り切って飛び立っていった。

## キャスト
※括弧内は日本語吹替
- チャーリー・ファーマー - ビリー・ボブ・ソーントン（原康義）
- オードリー・“オーディ”・ファーマー - ヴァージニア・マドセン（塩田朋子）
- シェパード・ファーマー - マックス・シエリオット（渡辺浩司）
- スタンリー・ファーマー - ジャスパー・ポーリッシュ（うえだ星子）
- サンシャイン・ファーマー - ローガン・ポーリッシュ（嶋村侑）
- ハル - ブルース・ダーン（たかお鷹）
- マチスFBI捜査官 - マーク・ポーリッシュ
- キルボーンFBI捜査官 - ジョン・グリース
- ケヴィン・マンチャク弁護士 - ティム・ブレイク・ネルソン（大滝寛）
- ペペ・ガルシア - サル・ロペス
- ヤコブソン - J・K・シモンズ
- フィリス - キルステン・ウォーレン
- アーノルド・“アーニー”・ミラード - リック・オーヴァートン（水野龍司）
- チョッパー・ミラー - リチャード・エドソン
- マディソン・ロバーツ - エリス・エバリー
- ベス・グッド - ジュリー・ホワイト
- フランク - グレアム・ベッケル
- ミラー判事 - マーシャル・ベル
- ハーダー先生 - キャスリーン・アーク
- ダグ・マスターソン大佐 - ブルース・ウィリス ※クレジットなし（内田直哉）

その他吹替 - 佐藤晴男、芦沢孝臣、荻野晴朗、赤池裕美子、榊原奈緒子、瑚海みどり